# Helena Merlin
Helene Merlin Scher (Caracas, 28 de agosto de 1955) es una exmodelo de concurso de belleza venezolana de ascendencia francesa, conocida por haber participado en el Miss Venezuela 1975 representando al estado Barinas, y por haber sido la aeromoza y amante del presidente de Venezuela, Carlos Andrés Pérez.

## Biografía
Hija de inmigrantes franceses, Merlin nació en Caracas en 1955. Desde muy corta edad, practicó el tenis, para luego participar en el certamen de belleza Miss Venezuela 1975, en donde obtuvo el puesto de 3ra finalista. Ese mismo año, también participó en el Miss Young Internacional en Japón, donde fue semifinalista.
Merlin trabajó como auxiliar de vuelo para la aerolínea Viasa, llegando a ser azafata y amante de Carlos Andrés Pérez durante su primer mandato.
Años después de acompañar al presidente de Venezuela en vuelos oficiales, Merlin fue vinculada a una banda criminal dedicada al robo de vehículos de lujo, conocida como Los Mercedistas, los cuales se dedicaban al hurto de vehículos Mercedes Benz. Merlín fue utilizada como anzuelo para captar víctimas y se encargaba de conducir los vehículos hasta Cúcuta, para ser vendidos fuera del país. Estuvo detenida por más de dos meses mientras se desarrollaban las investigaciones, en un caso que generó revuelo por tratarse de una figura conocida en los círculos sociales de la capital de Venezuela.
Una vez en libertad, Helena sufrió un accidente en un hato llanero con una raya de río.  El veneno la dejó 11 meses en cama y necesitó 14 operaciones, además de la muerte de sus padres, la llevaron a una depresión junto al consumo de drogas y alcohol, viviendo en las calles de la isla de Margarita durante varios años en estado de indigencia, hasta que fue enviada a un programa de desintoxicación en Cuba, por orden Hugo Chávez; para luego estar a cargo de una fundación llamada Narices Frías, que sirve como refugio de perros de la calle en la isla de Margarita.
Merlin tiene tres hijas: Natasha Katherine Merlin, nacida el 18 de octubre de 1979; Lyliane Sasha Merlin, nacida el 2 de enero de 1984 y Stefany Sasha Katherine Merlin, nacida el 26 de octubre de 1990 y quien representó al estado Barinas en el Miss Venezuela 2014.